# Slag bij Montebello (1859)
De Slag van Montebello was een veldslag die plaatsvond op 20 mei 1859 en onderdeel was van de Tweede Italiaanse Onafhankelijkheidsoorlog. De legers van het Tweede Franse Keizerrijk en Piëmont-Sardinië versloegen het Oostenrijkse leger.
De Oostenrijkse generaal Ferencz Gyulai besloot een verkenningsmissie uit te sturen langs de oevers van de Po in de richting van de Frans-Sardijnse flank nabij Voghera. In het nabijgelegen Montebello della Battaglia stootte de Oostenrijkers op Sardijnse cavalerie onder leiding van kolonel Tommaso Morelli di Popolo en de Franse infanterie, aangevoerd door generaal Élie-Frédéric Forey. In de confrontatie die daarop volgde, leed Oostenrijk een nederlaag op de Frans-Sardijnse coalitie.
Na de overwinning in de Slag bij Montebello werd generaal Forey door de Franse keizer Napoleon III onderscheiden met het grootkruis in het Legioen van Eer. Na de oorlog zou Forey door de keizer ook nog worden benoemd tot senator.